# Zitongmiao
Zitongmiao (kinesiska: 梓潼庙乡, 梓潼庙) är en socken i Kina. Den ligger i provinsen Sichuan, i den sydvästra delen av landet, omkring 310 kilometer nordost om provinshuvudstaden Chengdu.
Genomsnittlig årsnederbörd är 1 649 millimeter. Den regnigaste månaden är juli, med i genomsnitt 310 mm nederbörd, och den torraste är december, med 10 mm nederbörd.